# تل شهاب
[ابرز شخصيات البلده]
[الشيخ محمد الرفاعي] الملقب بابو محجن شيخ مشايخ ال الرفاعي في تل شهاب. 
الاستاز [حسن رشيد الرفاعي] ابو منير .
الأستاذ [رضا الرفاعي].
ومحمد [إبراهيم الباقري] .
اضافه الى ذالك [محمود العميان ].

[شخصيات ثوريه][عسكريه]  [الاعلامي علي الرفاعي] . قائد كتيبه الانصار .
تل شهاب هي بلدة تقع إلى جنوب غربي مدينة درعا في حوران جنوب سوريا، وتتبع إدارياً ناحية مزيريب، حيث تبعد عن مركز مدينة درعا ما يقارب 17 كيلومتراً، يتجاوز عدد سكانها23,000 نسمة.اهم العائلات التي تسكن في القرية هيه عائله الرفاعي القريشية الهاشمية يعود سبب تسميتها تل شهاب إلى أول من سكنها وهم الشهابيون، الذين جاؤوا مع القائد خالد بن الوليد عند دخوله إلى الشام. مناخها معتدل صيفا وشديد البرودة ومثلج شتاءً.
يوجد فيها العديد من المدارس الابتدائية والإعدادية والثانوية، والعديد من المساجد، يعمل سكانها بالزراعة بسبب خصوبة الأرض وتوفر الماء نسبة إلى بعض القرى المجاورة،
وهي تتألف من قسمين تل شهاب القديمة وهي تقبع على تل محصن طبيعيا، ومحاطة بالأودية عدد قاطنيها محدود جدا حيث انتقل الكثير منهم إلى المنشية، وتل شهاب المنشية وهي تمتد أفقياً على مسافة طويلة تتجاوز 5 كم ومساحة كبيرة، منازلها داخل المزارع، فلا يوجد بيت بلا حديقة.

## التاريخ والآثار

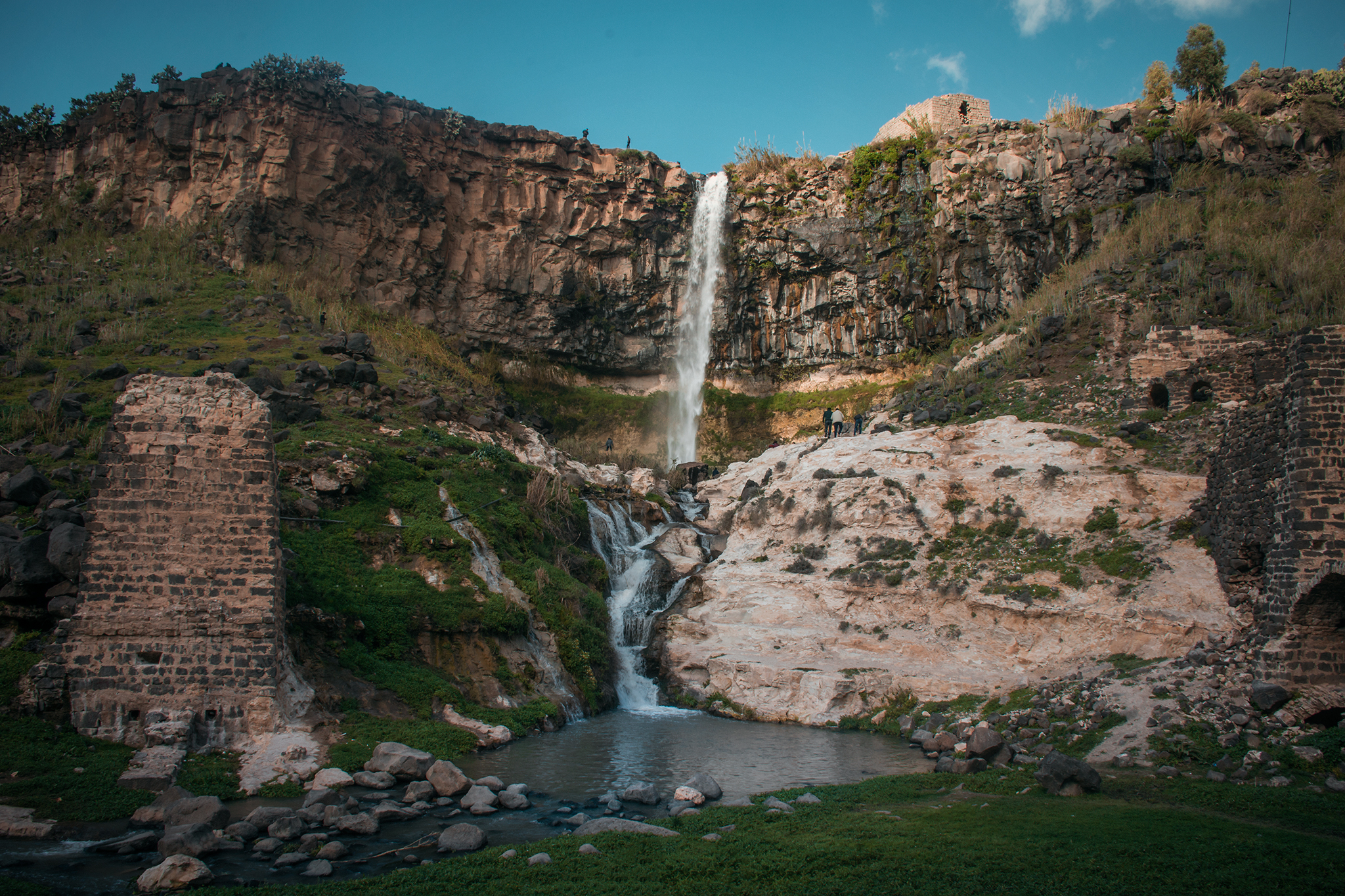
شلالات تل شهاب

غالبية سكان القرية هم من الأشراف الرفاعي الذين يعود بهم النسب الاشراف القرشية الهاشمية،
أخذت القرية شهرتها السياحية من شلالاتها الجميلة، التي يحيطها الشجر الكثيف ويخترقها المجرى المائي للشلالات. كما يمر من القرية الخط الحديدي الذي يربط درعا بالحمّة، وتوجد في الوادي مطحنة مائية كانت تستخدم لطحن الحبوب، إلا أنَّ مسالكها صعبةٌ كونها تنحدر مع سفوح الوادي، وقد تهدَّمت في بعض أجزائها ولم تبق منها إلا الجدران وبعض الغرف المتهدمة.
تنتشر في القرية أيضاً العديد من الأماكن الأثرية والسياحية، منها التل الأثري القديم والسور الكنعاني والطواحين المائية، والجسر المعلق وجسر الحجر وسكة القطار والأنفاق والمغر. كما يوجد في القرية الجامع القديم الذي يقع في الطرف الشرقي من تل البلدة القديمة، الذي يعتبر تلاً أثرياً يعود إلى الفترة ما قبل الرومانية، ولا تزال آثار جزءٍ من السور المحيط بالتل ظاهرةً في القسم الغربي وجنوبه الشرقي.

## شلالات تل شهاب
تعرف شلالات تل شهاب بأنها أشهر المناطق السياحية في حوران وفي المنطقة الجنوبية، وتمتاز هذه الشلالات بجمالها البارع، وطبيعتها الرائعة، فهي تنحدر من أودية تشكلت منذ آلاف السنين، وتعبر وديان عميقة وتروي غابات، لتنتهي بسد الوحدة على الحدود السورية الأردنية.
مياه شلالات تل شهاب تأتي من مجموعة ينابيع متعددة الغزارات كـنبع الفوار وعين الساخنة والمزيريب وبحيرة زيزون، مشكلة بذلك الشلالات التي تنهمر عبر أربعة مصبات بغزارة، وكثافة تواجد الطواحين في الوادي دليل على غِنى المنطقة سابقاً بالمياه الغزيرة الكافية لتدوير أحجار الطواحين بسهولة، وقد ساعد تفرد وادي تل شهاب بهذه الميزة لكونه انهدامياً يبدأ من حفرة انهدامية تقع إلى الشرق من بلدة تل شهاب مباشرة، وهو جزء من الانهدام السوري الإفريقي.
الطواحين المائية تعود إلى الحقبة الرومانية معدّة لطحن الحبوب وتعمل بواسطة دفع المياه المتساقطة من الشلالات والينابيع، حيث كانت تستخدم هذه الطريقة في طحن الحبوب قبيل استخدام وانتشار الطاقة الكهربائية أو محركات الديزل، وتقع معظم هذه الطواحين في أسفل وادي اليرموك، حالياً تستخدم مياه الشلال في عدة أغراض منها لسقاية المرزوعات ولتأمين حاجة بعض المنازل، وسقاية المواشي في البلدة، كما أن الأعشاب المنتشرة على أطرافه كانت تستخدم في تدعيم بيوت الطين من خلال وضع طبقة منها على الأعواد الخشبية التي كانت تستخدم كسقوف في بيوت الطين.

## روابط خارجية
- موقع درعا نت.